# Target Acquisition and Designation System, Pilot Night Vision System

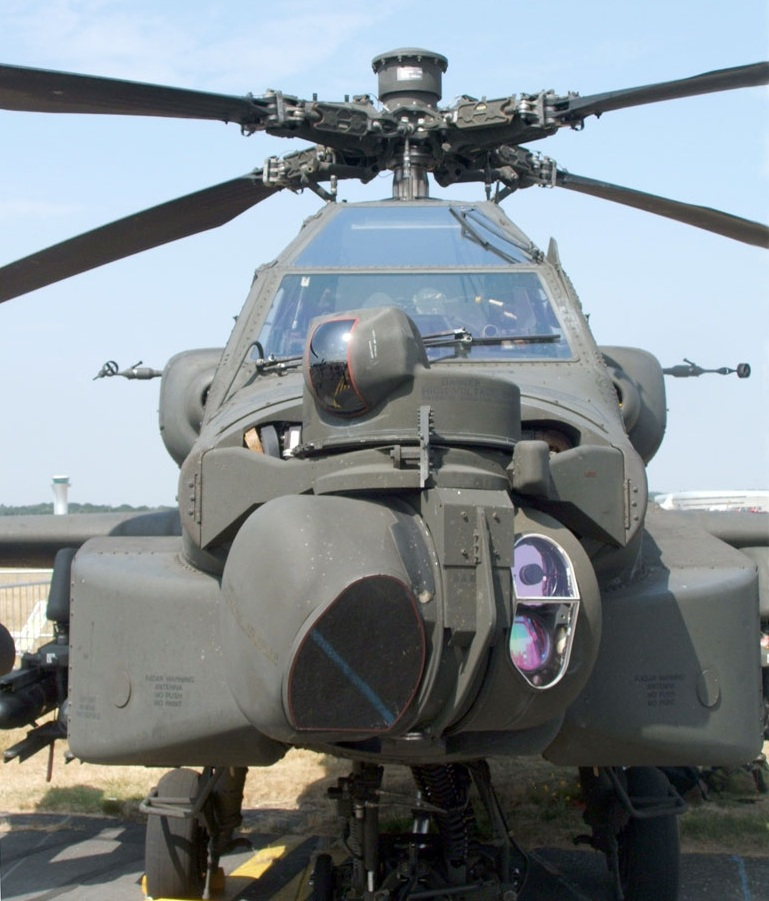
In primo piano, sul naso di un Apache ripreso al salone di Farnborough 2006, il sistema TADS/PVNS

Il TADS/PVNS (Target acquisition and Designator Sight, collimatore di acquisizione e designazione dei bersagli, e Pilot's Night Vision Sensor, sensore per la visione notturna del pilota) è uno strumento facente parte delle dotazioni di bordo dell'elicottero da combattimento AH-64 Apache. Si tratta di una unità che combina un sensore e un dispositivo di puntamento.
Il TADS è uno strumento elettro-ottico che raccoglie diversi strumenti, tra cui:
- un telescopio da 3,5 a 16 ingrandimenti
- un telemetro
- un designatore laser
- un ricercatore di segnali laser emessi da alleati su una qualunque lunghezza d'onda
- una telecamera diurna monocroma con capacità di rilevamento nel campo dell'infrarosso per migliorare la visibilità in condizioni di polvere e fumo e per avere letture nello spettro dell'invisibile, per il rilevamento termico
- un FLIR (Foward Looking Infra Red), per il volo notturno

Il TADS può essere orientato di +/- 120° sull'azimuth, e di +30/-60° sull'elevazione. Può muoversi indipendentemente dal PNVS, o all'occorrenza può essere legato ai movimenti della testa di un membro dell'equipaggio, per seguirne lo sguardo.
Le informazioni ottenute dal TADS vengono proiettate all'interno di un visore posto nell'elmetto dei membri dell'equipaggio, così da creare uno strato di informazioni digitali sovrapposto alla normale visione attraverso il lunotto.
Sulla nuova versione M-TADS (Modernized-TADS, noto anche come Arrow Head) montata sulla terza serie di Apaches, la telecamera è stata sostituita con una a colori. L'M-TADS è inoltre più affidabile e potente .
Nei primi modelli il TADS montava anche un sistema ottico diretto attraverso cui il copilota/artigliere poteva guardare tramite il sensore. Nelle versioni più recenti montate sull'AH-64D questo apparecchio è stato rimosso, perché era poco usato, per essere sostituito con un terzo display multiruolo al servizio del copilota.
Il PVNS invece contiene un secondo sensore ad infrarossi è un più semplice sensore ad infrarossi che fornisce al pilota una buona capacità di visione notturna. Le informazioni dei sensori vengono trasmesse ai vari schermi dell'abitacolo ed un importante vantaggio consiste nel fatto che con le immagini del PVNS il secondo pilota-armiere può all'occorrenza pilotare l'elicottero.
La telecamera del PVNS è vincolata ai movimenti del pilota, e può ruotare di +/- 90°, alzandosi tra +20 e -45 gradi. Rispetto al TADS il PNVS ha un movimento più rapido, e può seguire più efficacemente i movimenti del pilota.